# Шалькгам
Шалькгам (нім. Schalkham) — громада в Німеччині, знаходиться в землі Баварія. Підпорядковується адміністративному округу Нижня Баварія. Входить до складу району Ландсгут. Складова частина об'єднання громад Герцен.
Площа — 22,71 км2. Населення становить 936 ос. (станом на 31 грудня 2020).